# Кизилсай (Жанаозенська міська адміністрація)
Кизилса́й (каз. Қызылсай) — село у складі Жанаозенської міської адміністрації Мангистауської області Казахстану. Адміністративний центр та єдиний населений пункт Кизилсайського сільського округу.
До 1997 року село називалось Узень і мало статус селища, в радянські часи — статус смт.
Населення — 5803 особи (2021; 4994 у 2009, 3386 у 1999, 2764 у 1989).